# Добросав Боб Живкович
Добросав Живкович (Пірот, 7 травня 1962), більш відомий під псевдонімом Боб — сербський ілюстратор, художник коміксів, карикатурист і графічний дизайнер.

## Біографія

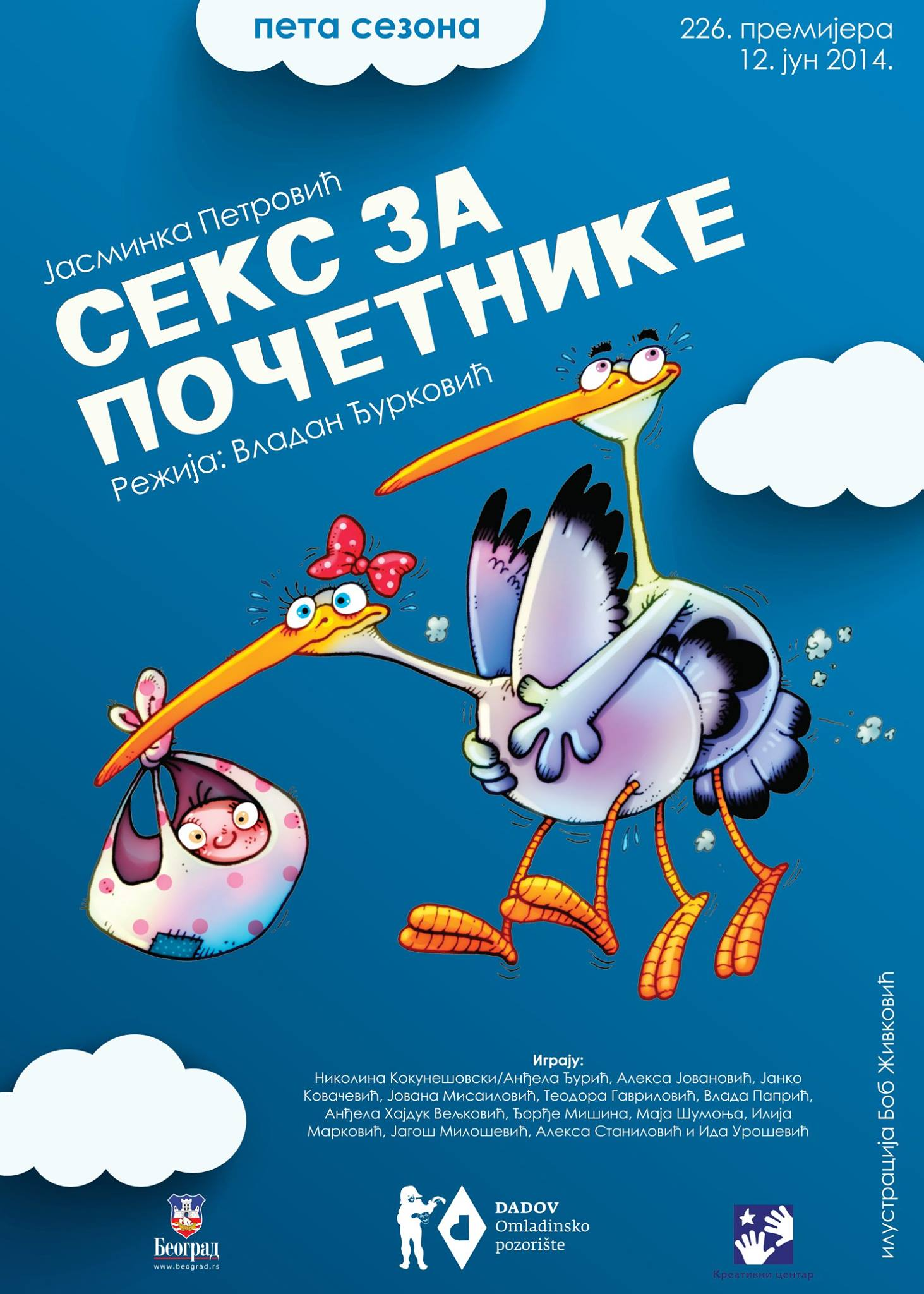
Робота Боба Живковича — Афіша до вистави молодіжного театру DADOV Секс для початківців

У 1987 році отримав освіту за спеціальністю «дизайн продукту» на факультеті прикладного мистецтва в Белграді. Із 1984 року він займається ілюстрацією та коміксами, переважно у жанрі наукової фантастики. Його ілюстрації публікувалися в журналах «Студент», «Видици», «Велико двориште», «Зека» та «Тик-Так». Він також проілюстрував обкладинки науково-фантастичних видань «Кентаур», «Знак Сагите», «Монолит», «Зороастер», «Сиријус» і «Алеф», тексти в «Дневной телеграф» та «Европљанин» та понад двісті книжок. Постійний ілюстратор «Политикин забавник» та «Креативно центр». Довгий час працював художнім керівником студії «Сачи и Сачи» в Белграді. Він отримав п'ять нагород «Невен» за найкращу ілюстровану дитячу книгу та двічі був нагороджений нагородою «Золоте перо». За роботу над науково-фантастичними ілюстраціями отримав провідні жанрові премії: «Лазар Комарчич» (1985, 1986 і 1988) та «Сфера» (1988). Його також номінували на медаль Андерсена, одну з найважливіших нагород у дитячій творчості. Живе і творить у Новому Белграді.

## Критика
За журналом «Мобилни», Добросав Боб Живкович є найвідомішим ілюстратором Сербії. Його описують як «всеїда нових технологій», завдяки чому він щодня представляє гарну ілюстрацію. Його ілюстрації характеризуються як легко впізнавані, смішні, але водночас хворобливі та дивні. Деталі на них дуже помітні і часто підкреслені, тому малюнки виглядають чудернацькими. Що стосується популярності, то журнал «Студент» має на увазі те саме, заявляючи, що Боб Живкович має більше шанувальників, ніж інші ілюстратори в Сербії, посилаючись на дані з Facebook. За словами журналу, ілюстрації Живковича просто не можуть залишитися непоміченими. Вони гумористичні, іноді гротескні, іноді поетичні. Сам автор каже, що його малюнки схожі на жарти, за допомогою яких він висловлює свою думку про певні явища та події. Він сам зізнається, що вони завжди трохи перебільшені, смішніші та безглуздіші, ніж у інших ілюстраторів. При цьому він рідко малює те, що його дратує або лякає.